# القضاة
قرية القضاة هي إحدى القرى التابعة لمركز كفر صقر في محافظة الشرقية في جمهورية مصر العربية. حسب إحصاءات سنة 2006، بلغ إجمالي السكان في القضاة 12420 نسمة، منهم 6243 رجل و6177 امرأة.